# Lykurg (Thrakien)
Lykurg oder Lykurgos (altgriechisch Λυκοῦργος Lykoúrgos) ist in der griechischen Mythologie der König der Edoner in Thrakien und nach Homers Ilias der Sohn des Dryas.
Als Dionysos sich Thrakien unterwirft, stellt sich ihm Lykurgos entgegen und nimmt alle Begleiterinnen des Dionysos gefangen. Der Gott selbst entkommt, indem er sich ins Meer stürzt und von Thetis aufgenommen wird. Rhea schlägt nun Lykurgos mit Wahnsinn oder im Weinrausch hält er seinen Sohn Dryas für einen Rebstock und tötet ihn mit einer Axt, indem er ihm die Glieder abhackt. Thrakien wird unfruchtbar. Dionysos kehrt aus dem Meer zurück und verkündet nun den Bewohnern, dass das Land erst wieder fruchtbar werde, wenn Lykurgos getötet sei. Dieser wird nun von den Edonern gefangen genommen und auf dem Berg Pangaion von Pferden zerrissen oder gefressen; oder dies besorgen die Panther des Dionysos.
Nach Homer wird er von Zeus geblendet und findet ein rasches Ende. Nach anderen Versionen treibt ihn sein Wahnsinn in den Suizid.